# انیگو مونیوس
انیگو مونیوس (انگلیسی: Iñigo Muñoz؛ زادهٔ ۱۶ دسامبر ۱۹۹۶) بازیکن فوتبال اهل اسپانیا است.
از باشگاه‌هایی که در آن بازی کرده‌است می‌توان به باشگاه فوتبال اتلتیک بیلبائو و باشگاه فوتبال اتلتیک بیلبائو بی اشاره کرد.